# 下関市立玄洋中学校
下関市立玄洋中学校 （しものせきしりつ げんようちゅうがっこう） は、山口県下関市彦島にある公立中学校。
もとは彦島西山に校地があったが、1980年に校区拡大（彦島中学校との校区調整）のため本村（ほんむら）に移転し、校歌と校旗を一新した（西山の旧校地は、玄洋公民館として活用）。
東山の高台に位置しており、学校を登るまでの坂には桜の木が植えてある。春になると綺麗に咲く。

## 概要
- 校名 ：下関市立玄洋中学校
- 英表記 ：Shimonoseki municipal genyo Junior High School
- 住所 ：山口県下関市彦島本村町二丁目8番1号
- 学校教育目標 ：
- 校訓 ：剛健　友愛　自主

## 部活動

### 運動部
- 野球部
- サッカー部
- 女子バスケットボール部
- 女子バドミントン部
- 剣道部
- 陸上競技部
- 卓球部

### 文化部
- 吹奏楽部
- 美術部

## 出身者
- 宮本和知（プロ野球選手・元巨人投手）